# Günter-Strack-Fernsehpreis

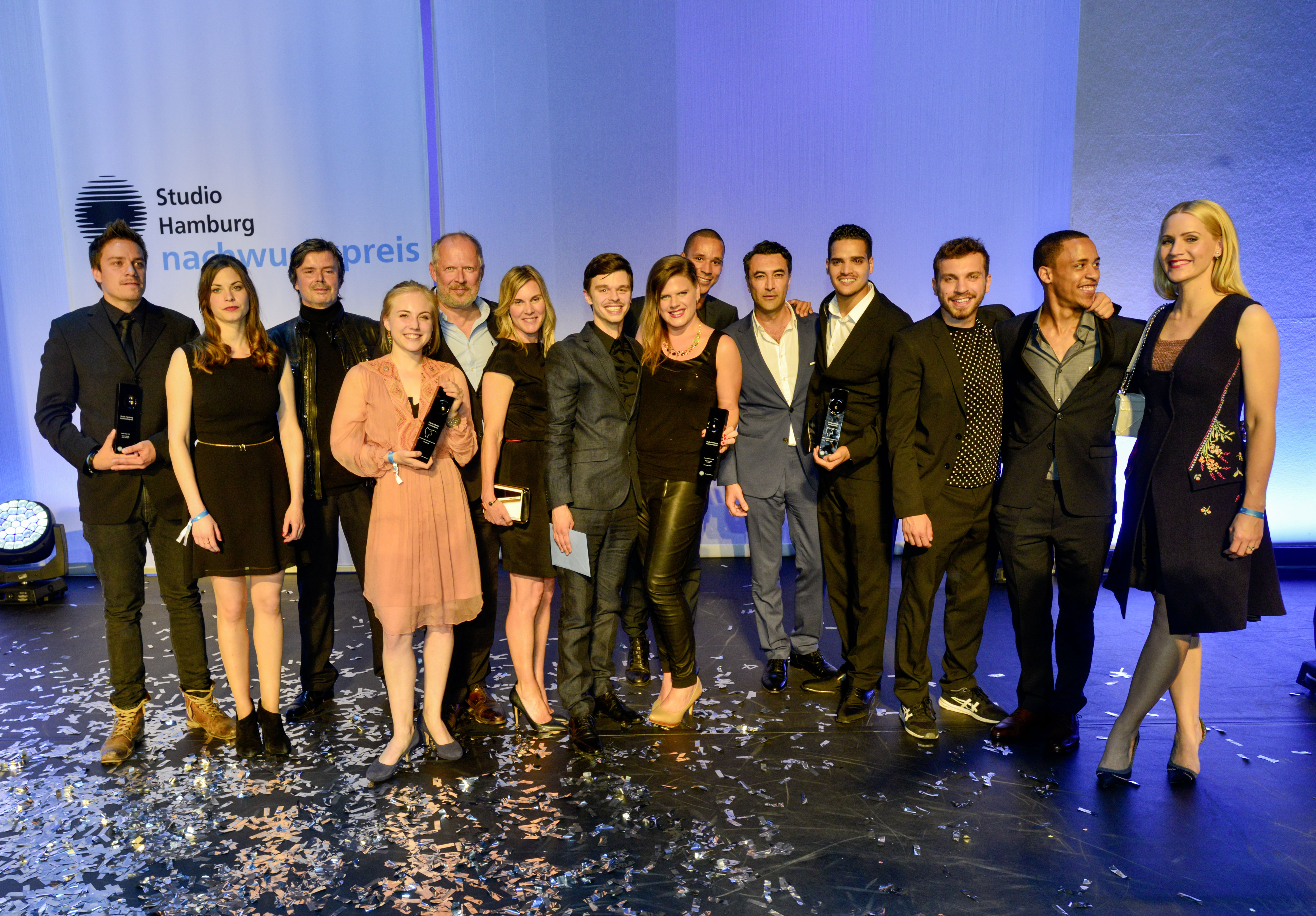
Preisträger des Jahres 2015

Der Schauspieler-Fernsehpreis (bis 2016 Günter-Strack-Fernsehpreis) wurde bis 2019 einmal jährlich im Rahmen des Studio Hamburg Nachwuchspreises an je eine Nachwuchsfernsehschauspielerin und einen Nachwuchsfernsehschauspieler verliehen.
Der Günter-Strack-Fernsehpreis wurde in Erinnerung an den Schauspieler Günter Strack von einem Freundeskreis aus Vertretern der Filmbranche ins Leben gerufen. Er wurde von einem Verein zur Förderung des deutschsprachigen Darstellernachwuchses vergeben. Zu den Gründungsmitgliedern des Vereins gehören unter anderem Georg Althammer, Robert Atzorn, Helmut Markwort, Witta Pohl, Christian Quadflieg und Dieter Wedel. Die Preisträger erhielten je 5000 Euro Preisgeld.

## Preisträger
- 2000: Jasmin Schwiers und Matthias Koeberlin
- 2001: Julia Hummer und Antonio Wannek
- 2002: Johanna Klante und Matthias Schweighöfer
- 2003: Kathrin Kühnel und Denis Moschitto
- 2004: Nadja Bobyleva und Vinzenz Kiefer
- 2005: keine Vergabe
- 2006: Katharina Schüttler und Kostja Ullmann
- 2007: Janina Stopper und Enno Hesse
- 2008: Karoline Schuch und Robert Gwisdek
- 2009: Amelie Kiefer und Markus Tomczyk
- 2010: Claudia Eisinger und Mirco Kreibich
- 2011: Liv Lisa Fries und Joel Basman
- 2012: Paula Kroh und Jonas Nay
- 2013: Jella Haase und Edin Hasanović
- 2014: Ruby O. Fee und Max Hegewald
- 2015: Elisa Schlott und Yasin el Harrouk
- 2016: Gro Swantje Kohlhof und Merlin Rose[2]
- 2017: Lena Urzendowsky und David Schütter
- 2018: Johanna Ingelfinger und Nino Böhlau
- 2019: Milena Tscharntke und Thomas Prenn